# 奈良女子大学の人物一覧
奈良女子大学の人物一覧は奈良女子大学に関係する人物の一覧記事。

## 歴代学長
- 落合太郎 1949-1965
- 曽沢太吉 1971-1977
- 丹羽雅子 1997-2003
- 野口誠之 2009-2013
- 今岡春樹 2013-2024

## 著名な教職員
- 宮林謙吉 - 素粒子物理学者
- 岡潔 - 数学者
- 千田稔 - 歴史学者・国際日本文化研究センター名誉教授、奈良県立図書情報館館長
- 津田松苗 - 生物学者・日本の水生昆虫学を大成

## OG

### 政界
- 平田ヒデ - 衆議院議員　奈良女高師卒
- 森山ヨネ - 衆議院議員　奈良女高師卒
- 宮城タマヨ - 参議院議員　奈良女高師卒

### 行政
- 椿百合子 - 法務省大臣官房審議官
- 渡辺その子 - 文部科学省大臣官房サイバーセキュリティ・政策立案総括審議官
- 梶田ミチ子 - 航空自衛隊空将補

### 財界
- 黒川伊保子 - 科学者、感性リサーチ代表取締役

### 研究者・学者
- 石原静子 - 学校法人和光学園理事長、心理学者　奈良女高師卒、東京文理科大学に進学
- 稲葉カヨ - 京都大学理事・副学長、免疫学者、紫綬褒章、ロレアル-ユネスコ女性科学賞
- 井上裕美子 - 大阪工業大学教授、健康科学者
- 宇尾淳子 - 生物学者　奈良女高師卒、京都大学理学部に進学
- 梅津理恵 - 東北大学教授、工学者、猿橋賞
- 江口智美 - 静岡県立大学教授、家政学者
- 大久保あかね - 静岡県立大学教授、観光学者
- 荻野美穂 - 大阪大学名誉教授、歴史学者
- 勝守すみ - 歴史学者　奈良女高師卒
- 我部山キヨ子 - 京都大学名誉教授、看護学者、元全国助産師教育協議会副会長
- 木村紀子 - 奈良大学名誉教授、言語学者
- 京樂真帆子 - 滋賀県立大学教授、歴史学者
- 倉元綾子 - 西南学院大学教授、家政学者
- 後藤景子 - 奈良女子大学教授、奈良工業高等専門学校校長、全国高等専門学校連合会会長、化学者
- 清水陽子 - 関西学院大学教授、工学者
- 清水好子 - 関西大学名誉教授、国文学者　奈良女高師卒
- 荘司雅子 - 広島大学名誉教授、教育学者、元日本保育学会会長　奈良女高師卒
- 田代裕子 - 宮崎産業経営大学名誉教授、家政学者
- 玉田薫 - 九州大学副学長、日本学術会議会員、化学者
- 中尾真理 - 奈良大学教授、英文学者
- 姫岡とし子 - 東京大学教授、歴史学者
- 松尾欣枝 - 奈良女子大学名誉教授、研究者
- 井川眞砂 - 東北大学教授、英米文学者
- 碓井照子 - 奈良大学名誉教授、元地理情報システム学会会長
- 奈良由美子 - 放送大学教授、家政学者
- 丹羽雅子 - 元奈良女子大学学長、元日本熱物性学会会長、紫綬褒章
- 樋口百合子 - 奈良女子大学協力研究員、国文学者、香道家
- 待井和江 - 大阪社会事業短期大学名誉教授、保育学者　奈良女高師卒
- 丸山美知代 - 立命館大学教授、英米文学者
- 宮下恭子 - 東京成徳短期大学助教授
- 村瀬嘉代子 - 大正大学教授、日本臨床心理士会会長
- 森下郁子 - 淡水生物研究所所長、河川学者、毎日出版文化賞
- 下位香代子 - 静岡県立大学教授、化学者
- 田中貴子 - 甲南大学教授、サントリー学芸賞、日本古典文学会賞
- 中尾知代 - 岡山大学准教授、比較文化学者
- 関戸明子 - 群馬大学教授、人文地理学者
- 松田美夜子 - 富士常葉大学教授、内閣府原子力委員会委員
- 矢野永吏子 - 龍谷大学講師、教育学者
- 長津美代子 - 群馬大学名誉教授、家庭科学者、教育学者
- 横山恵理 - 大阪工業大学准教授、人間文化学者
- 吉岡みね子 - 東大阪大学教授、タイ文学者
- 吉田幸子 - 奈良女子大学名誉教授、英文学者

### 文学
- 大西民子 - 歌人　奈良女高師卒
- 清川妙 - 作家　奈良女高師卒
- 榊原紘 - 歌人、笹井宏之賞大賞
- 左方郁子 - 作家
- 坂東眞砂子 - 小説家、直木賞受賞
- 鳥図明児 - 漫画家
- 津田清子 - 俳人
- 楢信子 - 作家
- 畑裕子 - 作家、朝日新人文学賞
- 牧羊子 - 詩人・エッセイスト、小説家・開高健の妻　奈良女高師卒
- 松本匡代 - 作家
- 丸岡秀子 - 評論家　奈良女高師卒
- 木犀あこ - ホラー作家
- 森真沙子 - 小説家、小説現代新人賞
- 山西雅子 - 俳人

### 教育者
- 溝上泰子 - 教育者、人類生活者　奈良女高師卒、東京文理科大学に進学
- 向野幾世 - 教育家

### 芸術
- 小倉遊亀 - 日本画家、日本美術院名誉理事長　文化勲章受章　奈良女高師卒

### 芸能
- 磯村千花子 - 女優、元劇団造形代表　奈良女高師卒
- 各務恵理菜 - タレント
- 田口千晶 - モデル、女優、2017年アサヒビールイメージガール
- 辛島美登里 - シンガーソングライター
- 小鳥遊るい - アイドルグループ #ババババンビのメンバー

### マスコミ
- 井出留美 - ジャーナリスト
- 今村涼子 - 気象予報士
- 宇都宮民 - 元南海放送アナウンサー
- 笹本晶花 - フリーアナウンサー、ウクレレ奏者
- 中瀬ゆかり - 新潮社社員、テレビコメンテーター
- 前田圭見 - 元瀬戸内海放送アナウンサー
- 菊野麻子 - 元新潟総合テレビアナウンサー
- 花村恭子 - 元山陽放送アナウンサー
- 福田佳緒理 - チューリップテレビアナウンサー
- 戸塚貴久子-フリーアナウンサー、元 テレビ静岡アナウンサー

### その他
- 長谷川テル - エスペランティスト、反戦・反帝国主義運動家　奈良女高師卒
- 三澤文子 - 建築家